# سوسری آلمانی
سوسری آلمانی یا سوسک کابینت (نام علمی: Blattella germanica) نام یک گونه از راسته سوسک است.
این نوع سوسک ها علاقه بیشتری به زندگی در کمد و لانه های چوبی دارند و در کمد یا غیره تولید مثل میکنند، معمولا هم از سوسک های معمولی کوچک تر و ریزتر هستند و میگزند